# Ploiarium
Ploiarium, biljni rod iz porodice Bonnetiaceae, dio reda malpigijolike. Pripada mu tri vrste drveća u tropskim šumama jugoistočne Azije, uključujući Malajski poluotok, Indokinu, Sumatru, Borneo i Novu Gvineju.. 
Koriste se u medicini: antimikrobno djelovanje i antibakterijskih svojstava.

## Vrste
1. Ploiarium elegans Korth.
2. Ploiarium pulcherrimum (Becc.) Melch.
3. Ploiarium sessile (Scheff.) Hallier f.